# Oveja ansotana
La ansotana es una raza ovina autóctona española originaria de Aragón, y se distribuye principalmente en la provincia de Huesca, y en concreto en el Valle de Hecho y en el de Ansó, del que toma su nombre. En el Catálogo Oficial de Razas de Ganado de España, del Ministerio de Agricultura, Pesca y Alimentación está inscrita como raza en peligro de extinción.
Pertenece al tronco entrefino del Pirineo, y tradicionalmente ha estado muy ligada a la oveja rasa aragonesa. Tiene el vellón semicerrado, y su lana era de las más cotizadas de la región. Se trata de un animal de elevada rusticidad, en el que ambos sexos son capaces de desarrollar cuernos, aunque son más habituales en los machos. Su explotación se destina principalmente a la producción de carne, que se comercializa bajo la IGP Ternasco de Aragón.